# MCM7
La proteína 7 de mantenimiento de mini-cromosomas (MCM7) es una proteína codificada en humanos por el gen MCM7.
La proteína codificada por este gen es una de las implicadas en el mantenimiento de mini-cromosomas (MCM), que son esenciales para el inicio de la replicación del genoma eucariota. Las proteínas MCM forman un complejo hexamérico que es un componente clave del complejo pre-replicativo (pre-RC) y podría estar implicado en la formación de las horquillas de replicación y en el reclutamiento de otras proteínas asociadas a la replicación del ADN. La proteína MCM7, junto a MCM2, MCM4 y MCM6, poseen actividad ADN-helicasa, por lo que podrían actuar como enzimas de desenrollamiento del ADN. La proteína Cdk4 se encuentra asociada a MCM7 y podría regular su unión a la proteína supresora de tumores RB1/RB. Se han descrito diversas variantes transcripcionales de este gen, que codifican diferentes isoformas de la proteína.

## Interacciones
La proteína MCM7 ha demostrado ser capaz de interaccionar con:
- Proteína de replicación A1[3]
- ORC3L[3]
- Proteína del retinoblastoma[4]
- MCM5[3][5][6]
- MCM6[7][3][5][8]
- ORC1L[3]
- ORC2L[3]
- ORC5L[3]
- MCM4[7][5][9][8]
- MCM3[3][10][5][11]
- CDC6[3][10]
- MNAT1[12]
- DBF4[3]
- MCM2[7][3][13][5][8]
- UBE3A[14]
- Proteína asociada a CDC45[3][15]
- CDC7[3]